# Cedrick Mabwati
Cedrick Mabwati Gerard (Kinshasa, 1992. március 8. –) kongói DK válogatott labdarúgó, aki jelenleg a CA Osasuna játékosa kölcsönben a Real Betistől.

## Külső hivatkozások
- Cedrick Mabwati Gerard BDFutbol
- Cedrick Mabwati Gerard Futbolme
- Cedrick Mabwati adatlapja a National-Football-Teams.com oldalon (angolul)

- Cedrick Mabwati Gerard Soccerway
- Cedrick Mabwati Gerard Transfermarkt